# جيوتشانغ (كمبيوتر كمي)
حاسوب جيوتشانغ الكمومي Jiuzhang( (بالصينية: 九章) ) هو أول كمبيوتر كمومي ضوئي يستخدم التقنية الكمومية. في السابق، تم تحقيق التفوق الكمي مرة واحدة فقط في عام 2019 بواسطة Sycamore من جوجل، ولكن حاسوب جوجل كان يعتمد على مواد فائقة التوصيل، وليس الفوتونات.
تم تطوير حاسوب جيوتشانغبواسطة فريق من جامعة العلوم والتكنولوجيا في الصين (USTC) بقيادة Pan Jianwei و Lu Chaoyang. تمت تسمية الحاسوب باسم حاسوب جيوتشانغ، وهو أحد الكلاسيكيات الرياضية الصينية القديمة.
في 3 ديسمبر 2020، أعلنت جامعة العلوم والتكنولوجيا في الصين في مجلة ساينس أن حاسوب جيوتشانغ قد نجح في إجراء أخذ عينات بوزون غاوسي في 200 ثانية، بحد أقصى 76 فوتون تم اكتشافه. قدرت مجموعة الجامعة أن الحاسوب العملاق صنواي تايهولايت سيستغرق 2.5 مليار سنة لإجراء نفس الحساب. بالإضافة إلى الميزة الحسابية الكمومية، تمتلك حاسوب جيوتشانغ قفضاء هيلبرت أكبر بعشرة مليارات مرة من معالج سايكامور [الإنجليزية] المعتمد على الموصل الفائق من جوجل، وبالتالي يصعب محاكاتها بشكل كلاسيكي.

## التجارب
يشتمل الإعداد على مضخة ضوئية ليزرية Mira 900 Ti من الياقوت الذي تم ضخه من Verdi والذي ينقسم إلى 13 مسارًا متساوي الشدة ثم يلمع على 25 بلورة PPKTP لإنتاج 25 حالة ضوء مضغوطة ثنائية الوضع. من خلال التشفير الهجين، هذا يعادل 50 حالة مضغوطة أحادية الوضع. يتم زيادة النقاء من 98٪ إلى 99٪ بواسطة ترشيح 12 نانومتر. يتم إرسال 50 حالة مضغوطة أحادية الوضع [الإنجليزية] إلى مقياس تداخل 100 وضع ويتم أخذ عينات منها بواسطة 100 كاشف للفوتون بكفاءة تبلغ 81٪.

## انظر ايضا
- فوغاكو (حاسوب خارق)
- توب 500